# Glaucina mormonaria
Glaucina mormonaria là một loài bướm đêm trong họ Geometridae.